# ノルウェー国鉄
ノルウェー国鉄（Norwegian State Railways、NSB）は、ノルウェーの鉄道事業者である。経営は、ノルウェー政府によって行われており、ノルウェー最大の鉄道事業者である。
en:Nettbussの経営を通じて、バス路線も運行している。貨物輸送に関してはCargoNetという別会社が経営している。過去には駅ビルや線路の管理も行っていたが、現在ではJernbaneverketが管理している。現在、NSBは電車の運行管理のみを主体とした会社となっている。

## 歴史

### 前史：1854年～1883年
ノルウェーで最初の鉄道は1854年9月1日に開業したオスロ～en:eidsvoll間（68キロメートル、標準軌）のホーブド線（en:Hoved Line）である。当初は鉄道の終点のミョーサ湖からリレハンメルまでの蒸気船のサービスも行っていた。この鉄道はイギリスの技術者たちによって造られた。当時、鉄道による材木輸送の需要増大が見込まれたため、ノルウェー政府とイギリスの投資者が分割投資して設立された。設立費用は200万ノルウェーターラー。このことは、当時の国内の林業の発展を示すものと言ってよいだろう。鉄道の線路に沿って、後に電信線も建設された。ホーブド線は正式には1926年までは、私鉄であったが、設立当初から政府からの多大な影響は受けていた。
その次に設立されたのが、議会で1857年に議決された国立の鉄道である。1862年7月23日にHamar-Grundsetbanenによって狭軌で建設された線路である。この線は10月3日に開業したリレストロム（en:Lillestrøm）～コングスビンゲール（en:Kongsvinger）間を結ぶ標準軌のコングスビンゲール線（en:Kongsvinger Line）に接続するために建設されたものである。こうして、スウェーデン（当時はノルウェーと同君連合）まで接続することが可能となった。3番目に設立されたのが、1864年に開業した狭軌のトロンジェム・ステレン線（en:Trondhjem–Støren Line）である。その後も年々路線は増え続け、ランズフィヨルド線（en:Randsfjord Line）（1868年開業）、ドラメン線（en:Drammen Line）（1872年開業）、レーロース線（en:Røros Line）（1877年開業）、ジェレン線（en:Jæren Line）（1878年開業）、エストフォル線（en:Østfold Line）（1879年開業）、ヘードマルク線（Hedmark Line）（1880年開業）、東エストフォル線（en:Eastern Østfold Line）（1882年開業）、ヴェストフォル線（en:Vestfold Line）（1882年開業）、メラーカー線（en:Meråker Line）（同じく1882年開業）などである。これらの鉄道は、民間から資本や収入を得ていても、国で管理をされていた。

### NSB開業
1882年になって、1857年以降に設立された全ての国営の鉄道を経営するNSBがオスロ（当時はクリスチャニア）にあった中央局によって、正式に設立された。国立の鉄道は6つの地区に分かれ、それぞれを地区長とその事務所で管理された。事務所はクリスチャニア、ドランメン、ハーマル、トロンハイム、スタヴァンゲル、ベルゲンに置かれた（後にクリスチャンサン、ナルヴィク、アーレンダールが加わる。）。この経営体制は1989年まで基本的には変わっていない。

### 路線網拡大
1890年に議会はもう一度鉄道の路線敷設計画を開始することを決定した。これは、最初の計画が終了してから7年後のことだった。多くの路線が建設され、ノルウェーはオスロを中心として多くの種類の線路網が形成され、主要幹線が続々と完成した。例えば、ベルゲン線（1909年開業）、ドブレ線（en:Dovre Line）（1921年開業）、ヌールラン線（en:Nordland Line）のモ・イ・ラナまで（1942年開業）、ソーランド線（en:Sørland Line）（1944年開業）などである。

### 1945～1970年
第2次世界大戦後は、路線網の拡大も事実上終了した。唯一の例外が、ヌールラン線のボードーへの延伸である（1962年完成）。1952年に、政府は、全ての路線網の半分を15kVの交流で電化工事をして、蒸気機関車の運行を休止させることを決定した。電化への絶え間ない働きにより、ミョーサ湖の南までが電化された。ドブレ線もこの頃から電化され、1970年にドブレ線の全線が電化された。
近代的な鉄道操作システムを運営するために、NSBは主に2つのタイプのな機関車を運用しようとした。Di3（en:NSB Di 3）はディーゼル線の運行用、El11（en:NSB El 11）は電化路線への運行用としてである。Di3は1957年から、El11は1951年から運用が開始された。ディーゼル機関車は、El11がEl13(en:NSB El 13）に改造を施している間に、スイッチャーとして、Di2（en:NSB Di 2）が追加された。

### 1970～1995年
建設計画開始から10年後の1980年に、オスロトンネル（en:Oslo Tunnel）が開通した。これによって、オスロより西への玄関口として、新しいオスロ中央駅が建設され、1989年にはオスロ西線(en:Oslo Vestbanestasjon)は廃止となった。このトンネル開通により、オスロの下町の両側からの運行が可能となり、オスロ周辺の通勤電車に革命をもたらした。

### 1996年以降
1996年の12月1日にNSBにとって20世紀最大の構造改革が行われた。業務を3分割し、それぞれ別の国営の会社が経営することとなった。NSBは鉄道路線の建設と保線のみを行い、新たに、ノルウェー鉄道庁と、ノルウェー鉄道監督局（en:Norwegian Railway Inspectorate）が国内の鉄道路線を管理するために発足した。NSBは新たにNSB SAという名前で再出発した。所有権は100%ノルウェー交通通信省（en:Norwegian Ministry of Transport and Communications）のものとなった。また、NSBは新たにNSB Biltrafikk（現在のNettbuss）とNSB Eiendom（現在のen:ROM Eiendom）を子会社として設立した。

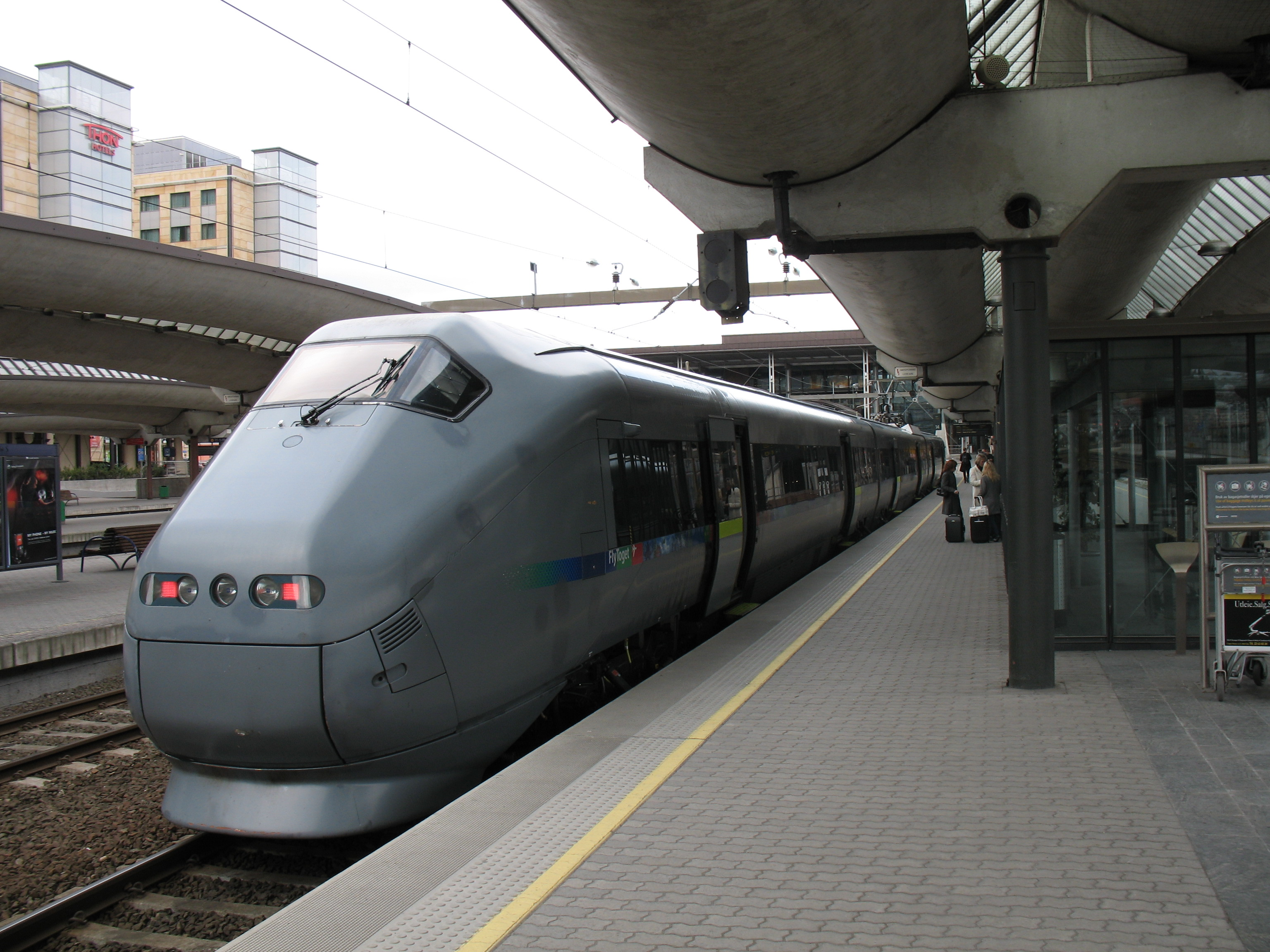
GMB71型電車による空港連絡列車、オスロ中央駅にて

1998年にオスロ空港が移転、開業した。これはNSBにとって、政府の妥協が二重の結果となって返ってくることとなった。まず一つには、政府は新空港についてできるだけ環境に優しい空港を目指すことを決定した。その結果、オスロ中央駅から空港までの56kmを19分で結ぶ高速鉄道を伸ばすことになった。しかし同時に納税者からもうこれ以上お金は取りたくないという政府の政治的な要求があったため、全体の費用は融資によって集められることとなり、空港までの鉄道連絡を運営するのは、NSBの子会社であるNSB Gardemobanen ASが、資金面ではオスロ空港を建設した会社の子会社（en:Avinor）が持つこととなった。しかしここでガーデモエン線（en:Gardermoen Line）のロメリケトンネル(en:Romerike Tunnel）の建設中に亀裂が見つかり、結果的に主要な予算はトンネルの修復の遅れによって超過してしまった。それでも、ノルウェーで最初の高速鉄道フリートーゲは空港開港と同時に1998年10月8日に開通した。しかし、トンネルは開業予定から1年経った1999年の10月22日まで開通しなかった。この路線は、定員244名で最高時速210kmを出すことのできるGMB71電車（en:GMB Class 71）で運行されている。
NSBは1990年代の後半に新型車両を運行したり、新たなブランドイメージによって、近代化を図ろうとした。まず初めに22両のEl18（en:NSB El 18）の取得である。これらの車両は貨物輸送用になったEl16やEl14、廃車又はフロム線に移管されたEl17にとって代わり、南ノルウェーの鉄道輸送で活躍した。新型のEl18は時速200kmまで速度を上げることができる性能の良いものであった。また、ディーゼルの路線にはシーメンスからDi6(en:NSB Di 6)を12両購入して試験したが、北ノルウェーの寒さの中では十分に作動させることができずに、返却された。NSBは、地方ごとに3つのブランドを作り上げた。(en:NSB Signatur：急行列車）、（en:NSB Agenda：地方電車）、（en:NSB Puls：普通電車）である。同時にNSBは新しい電車を注文した。まず初めは、空港輸送用のBM71である。これは、ベルゲン線、ドブレ線、ソーランド線の急行として使われていたBM73（en:NSB Class 73）の規格に沿って、新たにen:Signatur trains用に振り子式車両で作られたものである。これは既存の路線を使い、オスロとターミナルの間の所要時間を1時間に短縮する高速鉄道サービスを提供する試みの一つとして導入された。これらの車両は青とグレーに塗装され、10年間でNSBが運行した中で初めて赤の塗装ではない電車となった。同時にNSBは（en:NSB InterCity Express）とディーゼルのサービスを元に戻すことを発表した。そして、ノーランド線、ラウマ線（en:Rauma Line）、レーロース線のディーゼル車であったBM70は再塗装、改造され、2001年には新しいBM93(en:NSB Class 93）が15両導入された。しかし、路線のスピードアップから快適性を欠くと批判が出た。また、ラウマ線とレーロース線の夜行列車を廃止した。2002年からは新型の普通電車であるBM72（en:NSB Class 72)を受け取り始めた。この形式はPulsというブランド名を利用するためグレーと緑に塗られ、オスロとスタバンゲル間の運行用に使用開始された。線路周りの製品にNSBのブランド名を使用することも取り止めた。
2002年、保守自由政権（en:Kjell Magne Bondevik's second term as Prime Minister of Norway）はさらなる鉄道部門への規制緩和を望んでいた。そして、NSBは国営の株式会社（en:Aksjeselskap）であるNSB ASとして7月1日に新たに設置された。NSBは、たくさんの努力と協力を得て、ArriveとしてIT部門を子会社として新設し、メンテナンスはen:Mantenaの担当となった。NSBは、従来の貨物輸送部門を、en:CargoNetに移管して、スウェーデンのen:Tågkompanietを買い取った。子会社の45%はen:Statens Järnvägarの後任者であるen:Green Cargoに売却された。2004年にNSB Gardermobanenを2つに分け、会社の負債を帳消しにし、線路はノルウェー鉄道庁の所有とし、車両は新たに発足した国営企業フリートーゲの所有とした。

## サービス
NSBは3つの列車の種類で運行されている。急行電車、地方電車と、普通電車である。

### 急行列車
急行列車（Regiontog）は、ベルゲン線、ドブレ線、ソーランド線で運行されている。4つの電車BM73（en:NSB Class 73）電車での運行か、機関車で牽引する方式である。
夜行列車は、ヌールラン線のトロンハイム～ボードー間で、BM93を運行に使用するが、通常は、毎回異なる。
3つのルートが運行されている。
- オスロ～トロンハイム（ドブレ線）（経由：リレストロム、オスロ空港、ハーマル、en:Brumunddal Station、en:Moelv Station、en:Lillehammer Station、en:Hunderfossen Station、en:Ringebu Station、en:Vinstra Station、en:Kvam Station、en:Otta Station、en:Dovre Station、en:Dombås Station、en:Hjerkinn Station、en:Kongsvoll Station、en:Oppdal Station、en:Berkåk Station、en:Støren Station、en:Heimdal Station、en:Trondheim Central Station）
- オスロ～ベルゲン
- オスロ～クリスチャンサン～en:Stavanger Station

### ローカル列車

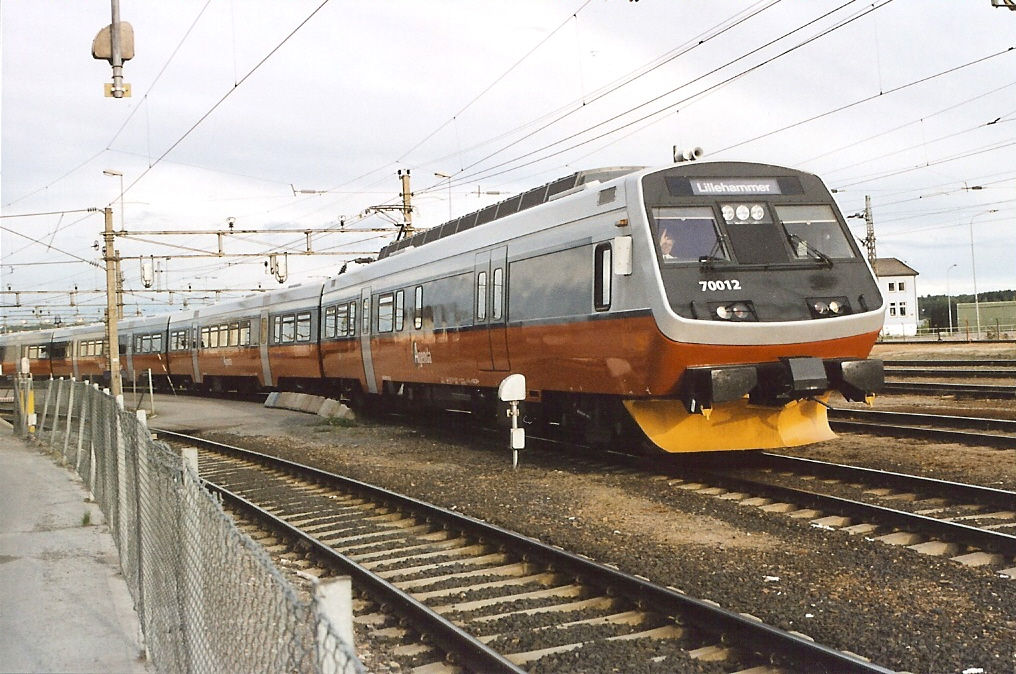
BM70型電車によるNSB インターシティーエクスプレス、ハーマルにて

NSBは2つの地方鉄道を運営している。ディーゼルとICEである。すべてのローカル列車は、赤とグレーの塗装が施されている。以前はAgendaというブランド名を使っていた。
オスロ周辺の電車は、インターシティーエクスプレス（InterCity Express）または、ICEと呼ばれている。BM70（en:NSB Class 70）とBM73b（en:NSB Class 73）が、リレハンメル、en:Halden、シーエンとオスロの間を結んでいる。このサービスは、1時間ごとに、ホーブド線、en:Vestfold Line、en:Østfold Lineで運行されている。リレハンメル、en:Skienからオスロ空港間は、en:Flytogetが運行している。3時間に1本、Halden行きが、ヨーテボリまで延長運転される。
en:Meråker Line、en:Nordland Line、en:Rauma Line、en:Røros Lineの非電化路線では、BM92（en:NSB Class 92）とBM93のディーゼル車が使われる。運行しているルートは以下の通り。
- トロンハイム～ボードー（Nordland Line）
- トロンハイム～エステルスンド（スウェーデン）（Røros Line）
- トロンハイム～レーロース（Røros Line）
- トロンハイム～en:Oppdal（en:Dovre Line）
- レーロース～ハーマル（Røros Line）
- en:Dombås Station～en:Åndalsnes（Rauma Line）

### 普通電車

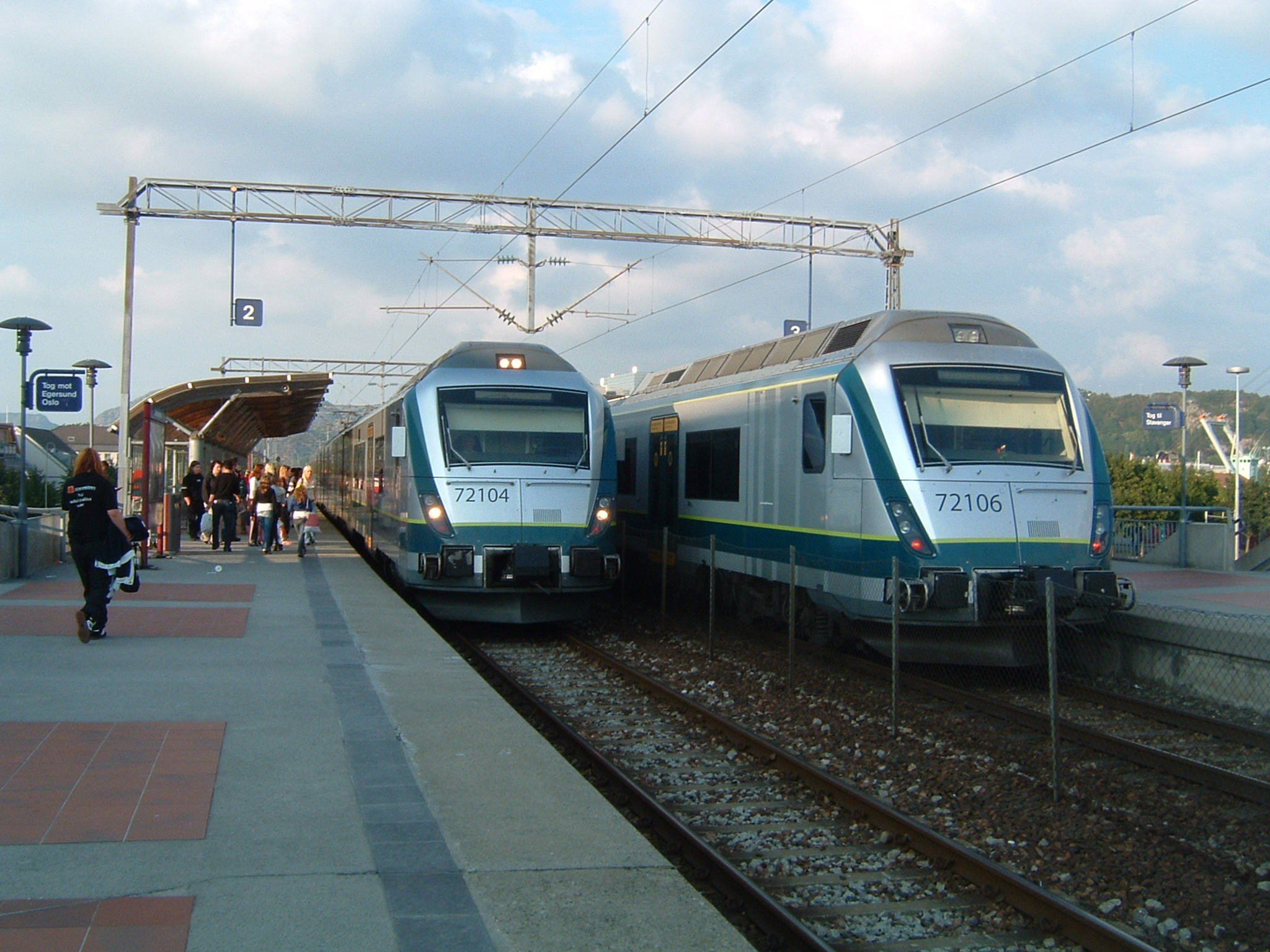
BM72型電車によるNSB普通列車

アーレンダール、ベルゲン、オスロ、シーエン、スタヴァンゲルとトロンハイムの周辺では、BM69（en:NSB Class 69）、BM72(en:NSB Class 72）、BM92（en:NSB Class 92）を使用した、普通電車が運行されている。このサービスは、約1時間に1本または2本運行されている。NSBはPulsというブランド名をつくり、いくつかの車両は緑に塗装されたが、廃止された。
オスロ周辺ではBM69とBM72によって以下の通りに運行されている。
- ドランメン～アスケー～オスロ～en:Lillestrøm（en:Hoved Lineとen:Drammen Line）
- ドランメン～en:Skøyen Station～オスロ～en:Jessheim～en:Dal, Norway（Hoved Lineとen:Drammen Line）
- en:Eidsvoll～オスロ～ドランメン～コングスベルグ（Hoved LineとSørlands Line）
- en:Skøyen Station～en:Årnes～en:Kongsvinger（en:Kongsvinger Line）
- Skøyen～オスロ～en:Ski, Norway（en:Østfold Line）
- en:Spikkestad～オスロ～en:Moss, Norway（en:SpikkestadbanenとØstfold Line）
- Skøyen～オスロ～en:Mysen～en:Rakkestad（Østfold Line）

その他の地域では以下のように運行されている。
- スタヴァンゲル～en:Egersund（en:Sørland Line、BM72にて運行）
- ベルゲン～en:Voss～en:Myrdal Station（en:Bergen Line、BM69にて運行）
- en:Lerkendal, Trondheim～トロンハイム～スタインシャー（en:Nordland Line、BM92にて運行、Trønderbanenとも呼ばれた）
- en:Porsgrunn～en:Notodden（en:Bratsberg Line、Y1クラス車両にて運行）
- en:Arendal Station～en:Nelaug（en:Arendal Line、BM69にて運行）

### Gjøvik線
en:Gjøvik Lineの運営は2005年にNSBの子会社となったen:NSB Gjøvikbanenに移管され、 10年の公共サービス義務契約を競争入札で落札した。ノルウェー鉄道省のen:Liv Signe Navarseteは、当時の政権（en:Jens Stoltenberg's second term as Prime Minister of Norway）が、前政権（en:Kjell Magne Bondevik's second term as Prime Minister of Norway）の公共入札による鉄道運営権の譲渡を進める方針を撤回した。

## 車両
1990年代に車両を近代化し、全車両の動力分散方式を拡大し、いくつかの伝統的な機関車で牽引する形式の車両は引退した。ほとんどの機関車は貨物を取り扱っているCargoNet ASに売却されたが、El18とDi4は旅客取り扱いを行うために残留した。いくつかの新型電車はトラブルに見舞われ、BM73は2000年にen:Nelaugでアクセルブレーキが金属疲労を起こし、アクセルが故障、脱線（幸運にも低速で走行中であったが）したが、2005年現在では、申し分なく動いている。
2008年8月、NSBは50編成のFLIRTシリーズの5両編成の列車を注文したと発表した 。これらの列車は、オスロ地区のSバーン用に24編成、ノルウェー南部の地域間列車で26編成が使用される予定で、運行頻度を増やすために多くの路線が複線化される直前の2012年から運用を開始する予定である 。この契約は40億クローネとなっているほか、100編成のオプションが設定されている。これらの編成は最高時速200kmで、ノルウェーの気候にも対応したものになる予定である。2012年5月営業運行を開始した。
2025年の営業運転開始を目標に主にオスロ近郊で使用されるコラディア・ノルディック（Coradia Nordic）をベースとした新型通勤電車30両をアルストム（Alstom）に発注した。170両のオプション契約も含まれており、最大200両導入予定である。
2026年12月の営業運転開始を目標に長距離列車にFLIRTシリーズの新型車両「クラス79（Class 79）」を、スイスの車両メーカーであるシュタッドラー・レールに発注した。

### 機関車

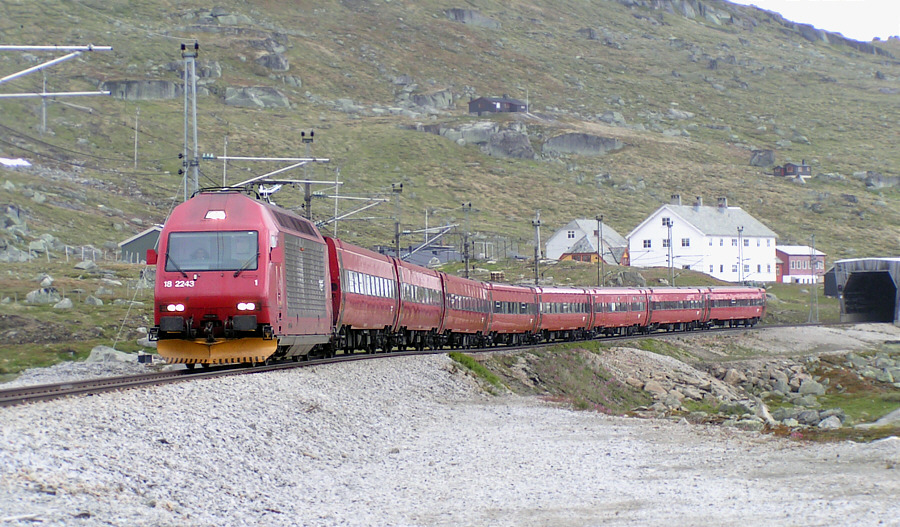
NSB El18型電気機関車牽引のベルゲン線急行列車

- Di2（en:NSB Di 2）（ディーゼルスイッチャー）2両
- Di4（en:NSB Di 4）（ディーゼル機関車、主にNordland線での運用)5両
- El17（en:NSB El 17）（電気機関車、9両中3両は入線(en:Shunt (rail)）用、6両はフロム線用）
- El18(en:NSB El 18）（電気機関車、主な電化された路線すべてで運行される）22両

### 電車
- BM69(en:NSB Class 69）（2両または3両編成、オスロ、ベルゲン、アレンダル周辺の通勤電車として使用）80編成
- BM70(en:NSB Class 70）（4両編成、オスロ周辺の中距離電車として使用）16編成
- BM72(en:NSB Class 72）（4両編成、オスロ、Stavanger周辺の通勤電車として使用）36編成
- BM73(en:NSB Class 73）（4両編成、ベルゲン線、ドブレ線、ソーランド線の長距離用電車として使用）16編成
- BM73b（4両編成、中距離用のBM73、主にエストフォル線で使用）
- BM74(en:NSB Class 74）2012年より運行開始　36編成
- BM75(en:NSB Class 75）2012年より運行開始　Sバーン用　61編成

### ディーゼル動車

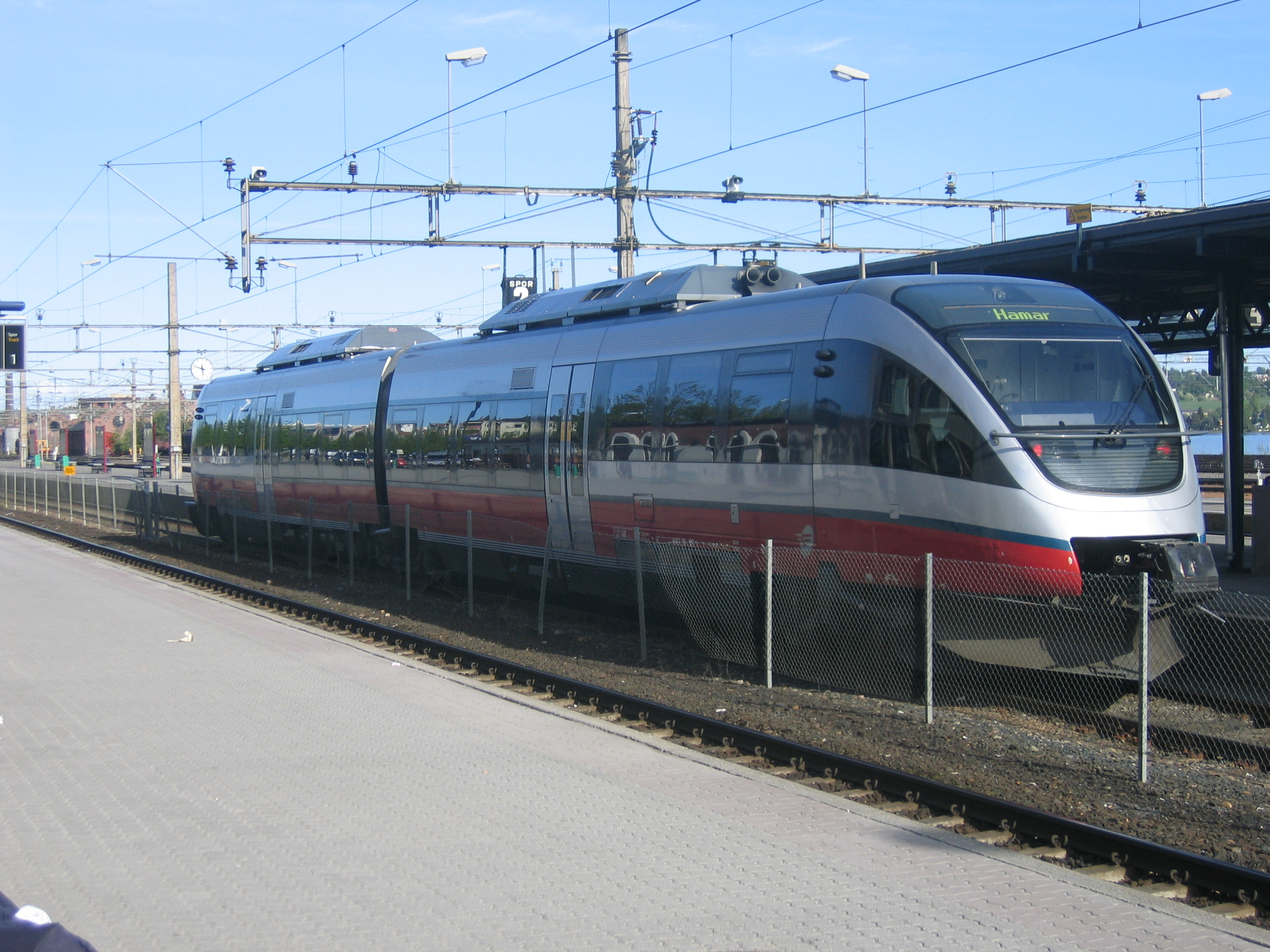
NSB BM93型気動車による地方列車、ハーマルにて

- BM92(en:NSB Class 92）（2両編成、トロンハイム周辺やレーロース線の通勤列車として使用）14編成
- BM93(en:NSB Class 93）（2両編成、レーロース線、ヌールラン線、ラウマ線の長距離および中距離列車として使用、ボンバルディア・トランスポーテーションのタレントBR643ディーゼル気動車としても知られる）
- Y1(en:Y1 (railcar)）（Bratsberg線のシーエン～en:Notodden間）

### 客車
現在運用中で、改造されていない客車はもっとも古いB3系、B5系、B7系である。B7系は他は中距離用であるのに対して、長距離の急行列車として現在でも運用されている。

## 子会社
以下は100%出資
- en:Arrive（IT部門）
- en:Mantena（車両点検）
- en:Nettbuss（バス運行）
- en:NSB Gjøvikbanen（en:Gjøvik Lineの運営）
- en:ROM Eiendom（不動産開発）
- en:Tågkompaniet（スウェーデン）

以下は一部出資
- en:CargoNet（55%出資、残りはスウェーデンのen:Green Cargoが出資、貨物輸送）
- Trafikkservice（55%出資、残りはIntegrated Service Solutionsが出資、清掃業）